# Contrat de travail à durée indéterminée en droit français
En droit français du travail, un contrat de travail à durée indéterminée (ou CDI) est la forme normative du contrat de travail passé entre deux personnes : l'employeur (une personne morale ou physique ou un particulier-employeur) et le salarié, sans limitation de durée.
Le CDI étant une forme de contrat de travail, les dispositions communes sont traitées dans l'article contrat de travail.

## Forme du CDI
Ce contrat de travail peut être conclu par écrit. Un contrat écrit est obligatoire lorsque le salarié est employé à temps partiel ou lorsqu'un accord collectif l'exige. Le contrat de travail est rédigé en français, mais tout salarié étranger peut demander une traduction du contrat écrit dans sa langue natale (article L1221-3 du code du travail).
Depuis le 1er juillet 1993, en application d'une directive européenne du 14 octobre 1991, l'employeur doit délivrer au salarié, dans les deux mois du début de la relation de travail, un document écrit, acte sous seing privé ou lettre d'engagement. Toutefois, en France, il est considéré que la délivrance des bulletins de paie équivaut à la transposition de la directive européenne puisque la matérialité de ce document contient, nécessairement, par obligation de la législation nationale, les indications ci-dessus évoquées. En conséquence, il n'est pas nécessaire de rédiger un contrat de travail dans le cadre d'un CDI. Le bulletin de paie fait office de preuve, mais la rédaction d'un contrat de travail écrit détaillant les différentes clauses est fortement conseillée.
Cependant, certains contrats à durée indéterminée exigent l'établissement d'un contrat écrit : le contrat de travail à temps partiel, le contrat de travail intermittent, les CDI de chantiers, les contrats conclus par un groupement d'employeurs...
Il est à noter que de nombreuses conventions collectives imposent un contrat écrit, notamment celle des employés de maison et des assistantes maternelles.

## Période d'essai
Elle n'a pas un caractère obligatoire et doit donc être insérée dans un contrat écrit (à défaut d'écrit, l'engagement est présumé ferme et définitif dès le premier jour). 
Sa durée est prévue par la convention collective sous réserve qu'elle n'excède pas un mois pour les employés/ouvriers, deux pour les agents de maîtrise et quatre pour les cadres. Si la convention collective le prévoit et sous réserve de l'accord des deux parties, elle peut être renouvelée une fois. 
Pendant cette période d'essai, les règles de rupture habituelles du CDI (licenciement, démission), ne s'applique pas et chaque partie peut rompre le contrat sans procédure, en respectant seulement un délai de prévenance prévu par la loi ou la convention collective et proportionnelle au temps passé par le salarié dans l'entreprise. 

## Résiliation
Le contrat à durée indéterminée s'achève par une démission, un licenciement, une rupture conventionnelle, un départ ou une mise à la retraite, le décès du salarié, un cas de force majeure ou une prise d'acte de la rupture. Le contrat peut aussi être rompu par le Conseil de prud'hommes dans le cadre d'une résiliation judiciaire du contrat.

## Licenciement
Le licenciement est une décision de l'employeur qui doit reposer sur un motif réel et sérieux (faute du salarié, motif économique, inaptitude physique...) que le salarié peut contester après coup auprès du Conseil de prud'hommes. L'employeur doit  convoquer le salarié à un entretien préalable au licenciement, afin de lui exposer le motif qui le conduit à envisager un licenciement et recueillir, le cas échéant, ses arguments. Lors de cet entretien, le salarié peut être assisté d'un représentant du personnel (délégué syndical, membre du CSE) ou, à défaut, d'un conseiller du salarié extérieur à l'entreprise. A l'issue de l'entretien, l'employeur doit respecter un délai de réflexion d'au minimum 2 jours francs avant de notifier le licenciement au salarié. Ce dernier doit bénéficier d'un préavis et d'une indemnité qui varient selon sa catégorie professionnelle, son ancienneté et la convention collective applicable (sauf en cas de faute grave ou lourde) .

## Démission
La démission résulte d'une décision du salarié, qu'il n'a pas à justifier. Il doit simplement informer l'employeur en respectant un délai de préavis fixé généralement par la convention collective applicable à l'entreprise. La durée de ce préavis dépend de la catégorie professionnelle (plus long pour un cadre que pour un ouvrier) et, souvent, de l'ancienneté du salarié .

## Rupture conventionnelle
La rupture conventionnelle résulte d'un accord entre l'employeur et le salarié, avant d'être validée par l'administration (la DREETS, Direction régionale de l'emploi, de l'économie, du travail et des solidarités ; ex-DIRECCTE et Direction du travail). Pour le salarié, elle produit les mêmes effets qu'un licenciement (perception de l'allocation de retour à l'emploi et versement d'une indemnité de rupture au moins égale à l'indemnité de licenciement) .

## Départ/mise à la retraite
La mise à la retraite à l'initiative de l'employeur peut intervenir si le salarié a atteint l'âge minimum de 70 ans (parfois moins si la convention collective le prévoit). Il perçoit alors une indemnité égale à l'indemnité de licenciement. 
Le départ à la retraite se fait à l'initiative du salarié, lorsqu'il remplit les conditions d'âge et de cotisations pour bénéficier d'une pension de retraite. Il doit respecter un préavis et  peut bénéficier d'une indemnité de départ en retraite dans les conditions légales (avec un minimum de dix ans d'ancienneté) ou fixées par la convention collective applicable.

## Prise d'acte/résiliation judiciaire
La prise d'acte de la rupture se fait à l'initiative du salarié lorsqu'il considère que les manquements de l'employeur sont tels que le maintien du contrat est impossible (salaires non versés, harcèlement moral ou sexuel, conditions de travail dangereuses ou indignes...). Il saisit le Conseil de prud'hommes en référé. Le juge se prononce alors sur le bien-fondé de la prise d'acte et la requalifie soit en licenciement aux torts de l'employeur, soit en démission, selon qu'il estime la demande du salarié fondée ou non . 
La résiliation judiciaire est une demande que fait le salarié auprès du Conseil de prud'homme lorsqu'il considère que les manquements de l'employeur rendent impossible le maintien du contrat. Contrairement à la prise d'acte, qui rompt le contrat, la relation entre les deux parties demeure jusqu'à la décision du juge.

## Autres ruptures (force majeure, décès du salarié)
Le décès du salarié entraîne automatiquement la fin du contrat. Il n'y a pas de procédure particulière. l'employeur doit simplement verser aux ayant-droit les salaires dus au moment du décès et le solde de congés payés.
La force majeure est une notion extrêmement restrictive en droit du travail (événement imprévisible, insurmontable et ne tenant pas aux parties du contrat) et se limite de fait à des cataclysmes naturels imprévisibles entraînant la destruction totale de l'entreprise. Dans ce cas la rupture intervient sans procédure. Le salarié bénéficie toutefois d'une indemnité compensatrice égale à ce qu'il aurait perçu en cas de licenciement (indemnité de licenciement et indemnité de préavis).

## Autres types de contrat de travail en France
- Contrat à durée déterminée (CDD)
- Contrat de travail temporaire (CTT), aussi appelé « contrat d'intérim »
- Contrat de travail à durée indéterminée intermittent (CDII)
- Contrat de pré-embauche
- Contrat à temps partagé aux fins d’employabilité, aussi appelé « CDI d'employabilité »